# Gedenkteken 1940-1945 (Elden)
Het Gedenkteken 1940-1945 is een monument ter herinnering aan tijdens de Tweede Wereldoorlog omgekomen inwoners van het dorp Elden.

## Achtergrond
Tijdens de oorlog kwamen 35 Eldenaren om. Zij sneuvelden onder meer op de Grebbeberg (1940), bij het bombardement op Arnhem (feb. 1944), bij de gedwongen evacuaties (sept. 1944) en de bombardementen op Huissen en Angeren (okt. 1944).
Beeldhouwer Albert Termote kreeg de opdracht een herdenkingsmonument te maken. Het werd op 5 mei 1954 onthuld door jhr. C.G.C. Quarles van Ufford, commissaris van de koningin in Gelderland.

## Beschrijving
Het monument bestaat uit een ronde zuil met kruisvorm, bekroond door de Nederlandse leeuw. In zijn klauwen het wapen van Nederland. Op de zuil staan de namen van de oorlogsslachtoffers. Een inscriptie vermeldt: 

AAN DE ELDENAREN DIE IN 1940 – 1945 HET LEVEN VERLOREN